# Todaka Hiroki
Hiroki Todaka (戸高 弘貴 Todaka Hiroki, sinh ngày 18 tháng 11 năm 1991 ở Saiki, Ōita) là một cầu thủ bóng đá người Nhật Bản thi đấu cho Machida Zelvia.

## Thống kê câu lạc bộ
Cập nhật đến ngày 23 tháng 2 năm 2018.
| Thành tích câu lạc bộ | Thành tích câu lạc bộ | Thành tích câu lạc bộ | Giải vô địch | Giải vô địch | Cúp                   | Cúp                   | Tổng cộng | Tổng cộng |
| Mùa giải              | Câu lạc bộ            | Giải vô địch          | Số trận      | Bàn thắng    | Số trận               | Bàn thắng             | Số trận   | Bàn thắng |
| Nhật Bản              | Nhật Bản              | Nhật Bản              | Giải vô địch | Giải vô địch | Cúp Hoàng đế Nhật Bản | Cúp Hoàng đế Nhật Bản | Tổng cộng | Tổng cộng |
| --------------------- | --------------------- | --------------------- | ------------ | ------------ | --------------------- | --------------------- | --------- | --------- |
| 2014                  | Machida Zelvia        | J3 League             | 27           | 5            | –                     | –                     | 27        | 5         |
| 2015                  | Machida Zelvia        | J3 League             | 0            | 0            | 0                     | 0                     | 0         | 0         |
| 2016                  | Machida Zelvia        | J2 League             | 0            | 0            | 0                     | 0                     | 0         | 0         |
| 2017                  | Machida Zelvia        | J2 League             | 26           | 6            | 1                     | 1                     | 27        | 7         |
| Tổng cộng sự nghiệp   | Tổng cộng sự nghiệp   | Tổng cộng sự nghiệp   | 53           | 11           | 1                     | 1                     | 54        | 12        |